# Прорицание вёльвы вкратце
«Кра́ткое прорица́ние вёльвы» (др.-сканд. Völuspá hin skamma) — скандинавская поэма, сохранившаяся как горстка стансов в «Песни о Хюндле» («Старшая Эдда») и один станс в Видении Гюльви «Младшей Эдды» Снорри Стурлусона. Название поэмы известно только из «Младшей Эдды»:
| [...] ok var sá nefndr Ymir, en hrímþursar kalla hann Aurgelmi, ok eru þaðan komnar ættir hrímþursa, svá sem segir í Völuspá inni skömmu: Eru völur allar frá Viðolfi, vitkar allir frá Vilmeiði, en seiðberendr frá Svarthöfða, jötnar allir frá Ymi komnir. | [...] и был тот человек Имир, а инеистые великаны зовут его Аургельмиром. От него-то и пошло все племя инеистых великанов, как сказано о том в «Кратком прорицании вёльвы»: От Видольва род свой все вёльвы ведут, от Вильмейда род ведут все провидцы, а все чародеи — от Черной Главы, а великаны от Имира корня. |

Другие стансы сохранились в Песне о Хюндле. Согласно Генри Адамсу Беллоусу, «Краткое прорицание вёльвы» написано в XII веке и является «поздней и очень скверной имитацией старшего Прорицания вёльвы». Он также предположил, что «Краткое прорицание вёльвы» появилось в тексте «Песни о Хюндле» вследствие ошибки переписчика, который спутал её с более полной версией Прорицания вёльвы.